# Alluvioni Cambiò
Alluvioni Cambiò (piemontesisch i Liviòn oder i Liviò) ist eine Fraktion und Gemeindesitz der italienischen Gemeinde (comune) Alluvioni Piovera in der Provinz Alessandria (AL), Piemont.

## Geografie
Der Ort liegt etwa 22 km nordöstlich der Provinzhauptstadt Alessandria südlich des Po auf der orographisch rechten Flussseite des Tanaro, unweit der Mündung des Tanaro in den Po.

## Geschichte
Alluvioni Cambiò war bis 2017 eine eigenständige Gemeinde und bildet seit 1. Januar 2018 mit Piovera die neue Gemeinde Alluvioni Piovera, nachdem die Bewohner beider Gemeinden am 29. Oktober 2017 in einen Referendum dafür gestimmt hatten.